# Langesø (herregård)
 For alternative betydninger, se Langesø. (Se også artikler, som begynder med Langesø)
Langesø er en herregård, som nævnes første gang i 1415. Den ligger ved byen Morud i Vigerslev Sogn i Bogense Provsti i Nordfyns Kommune. Hovedbygningen er opført i 1775 ved Georg Dietrich Tschierske, Georg Erdman Rosenberg og Hans Næss.
Langesø Gods er på 900 hektar. Der er golfbane ved slottet.

## Historie
Siden 1700 Arkiveret 9. november 2020 hos  Wayback Machine har Langesø været i slægten Holstens eje. I 1778 fik det status som baroni. Efter erhvervelse af andre godser og et giftemål var Langesø hen imod slutningen af 1800 - tallet vokset betragteligt. Navne Berner og Schilden var kommet til, så baroniets ejer fra 1880 fik tillagt friherretitlen og navnet Berner Schilden Holsten.

## Ejere af Langesø
- (1415-1418) Bernike Skinkel
- (1418-1445) Otto Bernikesen Skinkel
- (1445-1448) Cecilie Bernikesdatter Skinkel gift Hogenskind
- (1448-1465) Peder Hogenskind
- (1465-1467) Cecilie Bernikesdatter Skinkel gift Hogenskind
- (1467) Cecilie Pedersdatter Hogenskind gift Bryske
- (1467-1469) Iven Bryske
- (1469-1490) Cecilie Pedersdatter Hogenskind gift Bryske
- (1490-1498) Peder Ivensen Bryske
- (1498-1501) Knud Ivensen Bryske
- (1501-1529) Eiler Ivensen Bryske
- (1529-1551) Karen Gyldenstierne gift Bryske
- (1551-1566) Antonius Eilersen Bryske
- (1566-1573) Sidsel Eilersdatter Bryske
- (1573-1588) Eiler Gertsen Bryske
- (1588-1595) Tønne Gertsen Bryske
- (1595-1619) Truid Tønnesen Bryske
- (1619-1625) Frederik Markdanner
- (1625) Sophie Oldeland gift Markdanner
- (1625) Anna von der Wisch gift Wensin
- (1625-1631) Hans Markdanner
- (1631-1660) Joachim Christian Buchwald
- (1660-1662) Margrethe Wensin gift Buchwald
- (1662-1668) Ditlev Buchwald / Margrethe Helvig Buchwald / Bendix Hans Buchwald
- (1668-1683) Bendix Hans Buchwald
- (1683-1684) Øllegaard Rathlou gift Buchwald
- (1684-1694) Adolph Hans von Holsten
- (1694-1700) Ide Rathlou gift Holsten
- (1700-1745) Godske Ditlev von Holsten
- (1745-1801) Adam Christopher Holsten
- (1801-1825) Ditlev Holsten
- (1825-1849) Hans Holsten
- (1849-1879) Adam Christopher Holsten-Charisius
- (1879) Sophie Magdalene Adamsdatter Holsten gift Berner
- (1879-1889) Gustav Alexander Berner-Schilden-Holsten
- (1889-1906) Sophie Magdalene Adamsdatter Holsten gift Berner
- (1906-1922) Adam Christopher Berner-Schilden-Holsten
- (1922-1962) Hans Heinrich Berner-Schilden-Holsten
- (1962-1975) Godske Ditlev Berner-Schilden-Holsten
- (1975-1980) Gustav Berner-Schilden-Holsten
- (1980-) Langesø Fonden - Hans Ditlev Christoffer Berner

## Langesø Station
Nordvestfyenske Jernbane (1911-66) anlagde en station midt i Langesø-skovene. Den lå 800 m nordøst for herregårdens hovedbygning og 400 m sydvest for den gamle landevejskro "Kom-igen Kro" ved Bredbjerg, og der var stort set ingen bebyggelse i nærheden. Men der blev kørt træ fra Langesø Station, og skovdistrikterne bekostede i 1926 en 1½ tons kran til læsning af kævler. Fra pinse til sensommer kørte der på søn- og helligdage udflugtstog fra Odense til Langesø, hvor odenseanerne kunne besøge skovene, søen og kroen. Langesøs blomsterløgpark, der eksisterede 1958-79, var kendt over hele Fyn og tiltrak mange besøgende. Banen udstedte kombibilletter til tog og park og kørte ofte særtog til parken med selskaber og foreninger, så der har været brug for det lange krydsningsspor på 198 m.
Stationsbygningen er bevaret på Langesøvej 149. Langesøstien mellem Odense og Langesø følger så vidt muligt banetracéet, men det er tilgroet og utilgængeligt fra Langesøvej ½ km mod øst gennem skoven, og først derefter følger stien banetracéet et par km til Sølykkeholms indkørsel. Fra Langesøvej mod vest er banetracéet bevaret som sti eller skovvej godt 1 km til Idrætsvej i Morud.

## H. C. Andersen
H. C. Andersen besøgte Langesø i 1843.

## Langesø Golf
Langesø golfbane ligger midt i Langesø skoven, tæt på Langesø gods og den ca 1,3 km lange sø, som herregård osv er opkaldt efter.

## MTB Langesø (mountainbiking ved Langesø)
Langesø etablerede sporet i skoven, fordi der gennem et par år har været en stærkt stigende brug af Langesø skoven til MTB (mountainbike) kørsel. Desværre også i områder, hvor det ikke er tilladt at cykle. I stedet for at stoppe kørslen har godset valgt at åbne et MTB spor, der bl.a. går via veje, som normalt ikke er tilgængelige for cyklister, men som er, hvad de fleste MTB ryttere ønsker. Sporet kan benyttes efter køb af årslicens eller dagskort. Sporet er i alt 25 km langt: et 11 km langt Syd spor, som er meget varieret, og et 15 km langt Nord spor med flere tekniske elementer. Sporet er markeret med pæle med rutehenvisninger.